# オーセージ郡 (オクラホマ州)
オーセージ郡（英: Osage County）は、アメリカ合衆国オクラホマ州の郡である。人口は4万5818人（2020年）。郡庁所在地はポーハスカである。州第2の都市タルサに近い。オーセージ・インディアン居留地の中にあり、連邦政府に認知されたオーセージ族インディアンが住んでいる。

## 歴史
17世紀までにオーセージ族インディアンがミシシッピ川の西岸に移動し、ミズーリ川とレッド川の間にある現在のミズーリ州やアーカンソー州とさらにその西側に強力な部族としての地位を築いていた。1760年までに、その領域は現在のオーセージ郡を含むものに広がっていた。歴史的に最大級に強力なグレートプレーンズの部族としてあったが、その人口は伝染病や戦争で減っていった。
1825年、オーセージ族は現在のオクラホマ州となった地域の領有権をアメリカ合衆国政府に譲渡した。その領域は1835年のニューエコタ条約でチェロキー族に西への恒久的な出口として与えられた領域に含まれた。この条約はチェロキー族をインディアン準州に移住させるためのものだった。南北戦争の間の1861年12月26日、北軍寄りのクリーク族とセミノール族が南軍の部隊と、現在のスキアトゥックの町に近いバード・クリーク沿いで、チュステナラーの戦いを行った。文明化五部族は概して南軍側に付いていた。
1870年、オーセージ族はその領土に対する保障を交渉した後に、カンザスから移住することになった。オーセージ族はチェロキー族から元の領土157万エーカー (6,280 km2) を購入し、それを所有することで、アメリカ合衆国政府に対して他の部族よりも強い位置づけが得られた。ディプフォードにオーセージ・エージェンシーが設立された。ディプフォードは後の1872年にはポーハスカと改名された。ポーハスカはオクラホマ州が成立したときに郡庁所在地に指定された。1870年代の主要な町としては他にホミニーとフェアファックスがあり、それぞれオーセージ族の主要なバンドが入った。
1875年、オーセージ族が購入した土地はオーセージ居留地に指定された。彼らは土地を直接所有していたので、アメリカ合衆国政府から「信託で」土地の権利を与えられているだけの部族よりも、地域の事情に関する支配力を保持できた。この居留地は1890年のオクラホマ構成法の下でオクラホマ準州の一部になった。1906年のオクラホマ授権法によって半自治の地区となり、1907年のオクラホマ州成立時にはオーセージ郡となった。当時の人口はオーセージ族の登録された族員2,229人だった。
もう一つ重要な点は、オーセージ族がその居留地内に部族の鉱業権を持っていたことだった。1897年10月、フェニックス石油会社がオーセージ居留地とオクラホマ準州では最初の油井を掘り、成功させた。それはバトラー・クリークに沿った地だった。1901年、フェニックス石油とオーセージ石油会社が統合されて、インディアン準州イルミネイティング石油会社を結成した。この会社がインディアン局と、オーセージ居留地東部について1916年までの賃貸を成立させた。この賃貸期限が終わると、アメリカ合衆国政府は160エーカー (0.64 km2) の土地の賃貸の公的競売を監督した。
石油をふくめ地中にある全ての鉱物資源はオーセージ族に所有され、アメリカ合衆国政府からの信託を受けている。資源の賃貸はオーセージ・ナショナル・カウンシルによって交渉され、アメリカ合衆国内務長官が承認している。政府は土地の区割りと、その160エーカーの土地を農業用に部族員に割り振ることを強制したが、オーセージ族は分配後も「過剰な」土地を所有している。他の部族はそのような「過剰な」土地を諦めさせられ、非インディアンへの売却を認めることになった。オーセージ族はその過剰な土地を部族員に分配したので、1906年には各部族員が総計657エーカー (2.6 km2) の土地を与えられ、他のインディアン部族が割り当てられた土地の4倍近くになった。後に登録されたオーセージ族とその子孫はこれら「人頭権」に基づいて石油などの鉱物から上がるロイヤルティを受け取っている。
1920年までに、オーセージ族はロイヤルティ収入によって国内でも最も裕福な部族に数えられた。1920年代、悪名高いオーセージ・インディアン殺人が起こった。石油によって大きな富が生れたために、白人がその人頭権、ロイヤルティあるいは土地を奪おうとして、60人の部族員が殺されたと推計されている。FBIは、オーセージ族の女性を妻にした白人男性数人が部族員の殺害を命じたと考えた。他にも無節操な白人からその権利を騙し取られた者もいた。ある場合では、オーセージ族に対する「保護者」として裁判所から指名された弁護士や事業家がその実行者だった。彼らは部族員の保護を意図した1921年の連邦法で指名されたものだったが、オーセージ族にとって危険性を高めることになった。
オーセージ族はカイル家の殺人事件を解決するためにFBIの助力を仰ぎ、3人の男性が告発され有罪となったが、多くの殺人事件は未解決となった。連邦議会はオーセージ族を保護するために1925年に法を成立させ、少なくとも半分はオーセージ族の血を引いていない者の人頭権継承を禁じた。

## 地理
アメリカ合衆国国勢調査局に拠れば、郡域全面積は2,304平方マイル (5,970 km2)であり、オクラホマ州の中では最大の郡である。このうち陸地は2,251平方マイル (5,830 km2)、水域は53平方マイル (140 km2)で水域率は2.30%である。領域の大半はオーセージ平原であり、開けたプレーリーである。郡東部にはオーセージ丘陵があり、カンザス州のフリントヒルズの延長である。高草プレーリー保存区ポーハスカの北にある。
郡南西部のグレイホース・クリーク、ドラム・クリークおよびソルト・クリークがアーカンザス川に注ぎ、アーカンザス川は郡南部と西部の境界になっている。東部ではケイニー川、バード・クリーク、ホミニー・クリークおよびデラウェア・クリークが流れている。これらの水流はすべてバーディグリス川に注いでいる。
郡内にある湖と貯水池は以下のとおりである。
- バーチ湖
- ブルーステム湖
- フラー湖
- コー湖
- キーストーン湖
- スキアトゥック湖

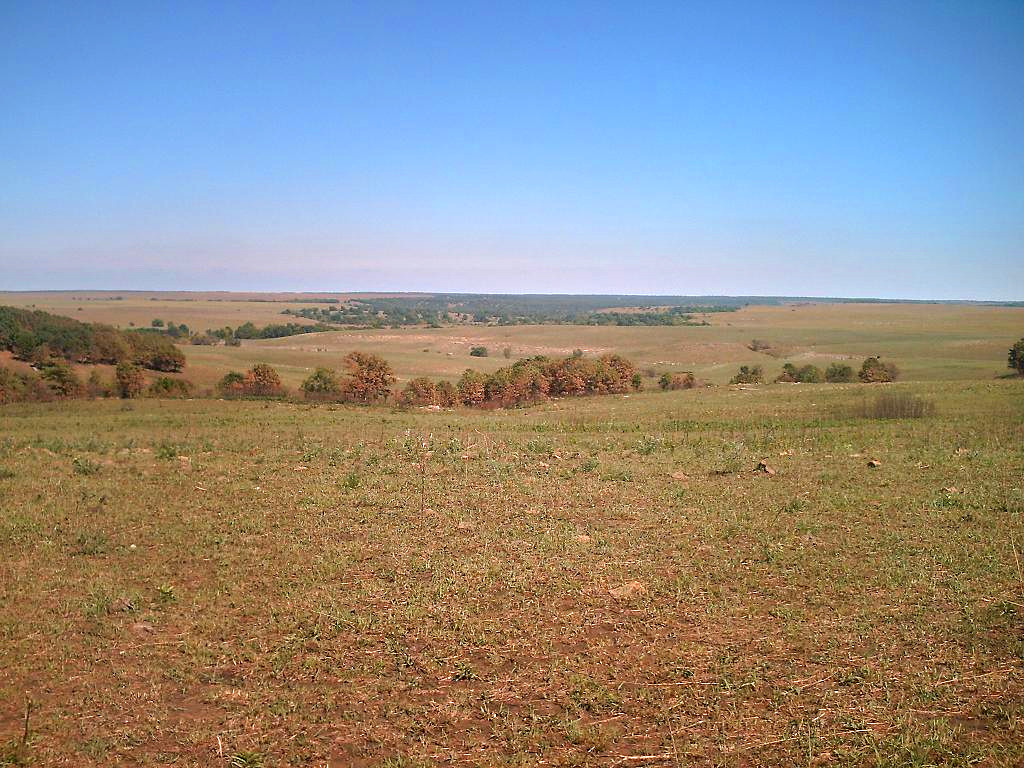
オーセージ郡内にある高草プレーリー保存区

その全体がインディアン居留地の中にある郡として、国内（6郡がある）では最も人口が多く、面積ではサウスダコタ州のコーソン郡に次いで第2位である。

### 隣接する郡
- カウリー郡 (カンザス州) - 北
- シャトークア郡 (カンザス州) - 北東
- ワシントン郡 - 東
- タルサ郡 - 南東
- ポーニー郡、ノーブル郡 - 南西
- ケイ郡 - 西

## 人口動態
以下は2000年国勢調査による人口統計データである。
| 基礎データ - 人口: 44,437人 - 世帯数: 16,617 世帯 - 家族数: 12,213 家族 - 人口密度: 8人/km2（20人/mi2） - 住居数: 18,826軒 - 住居密度: 3軒/km2（8軒/mi2） 人種別人口構成 - 白人: 67.01% - アフリカン・アメリカン: 10.84% - ネイティブ・アメリカン: 14.42% - アジア人: 0.23% - 太平洋諸島系: 0.03% - その他の人種: 0.63% - 混血: 6.83% - ヒスパニック・ラテン系: 2.12% 年齢別人口構成 - 18歳未満: 26.4% - 18-24歳: 7.7% - 25-44歳: 27.5% - 45-64歳: 25.4% - 65歳以上: 13.1% - 年齢の中央値: 38歳 - 性比（女性100人あたり男性の人口） - 総人口: 102.1 - 18歳以上: 100.1 | 世帯と家族（対世帯数） - 18歳未満の子供がいる: 33.2% - 結婚・同居している夫婦: 59.4% - 未婚・離婚・死別女性が世帯主: 10.3% - 非家族世帯: 26.5% - 単身世帯: 23.3% - 65歳以上の老人1人暮らし: 10.1% - 平均構成人数 - 世帯: 2.58人 - 家族: 3.04人 収入と家計 - 収入の中央値 - 世帯: 34,477米ドル - 家族: 40,784米ドル - 性別 - 男性: 31,148米ドル - 女性: 23,652米ドル - 人口1人あたり収入: 17,014米ドル - 貧困線以下 - 対人口: 13.2% - 対家族数: 10.3% - 18歳未満: 17.3% - 65歳以上: 12.1% |

## 都市と町
| - ポーハスカ（郡庁所在地） - アバント - バーンズデール - バーバンク - フェアファックス - フォレイカー - グレイノラ - ホミニー - オーセージ | - プルー - シドラー - スキアトゥック ††† - ウェブシティ - ワイノナ - バートルズビル † - サンドスプリングス †† - タルサ †† |

† バートルズビル市は主にワシントン郡に入っている
††サンドスプリングス市とタルサ市は主にタルサ郡に入っている
††† スキアトゥック市は主にオーセージ郡にあり、一部がタルサ郡に入っている

### 統計調査指定地域
- マコード

## 大衆文化の中で
オクラホマ出身の劇作家トレイシー・レッツの戯曲『8月：オーセージ郡』（2007年）ではオーセージ郡が舞台にされている。この戯曲は2008年にピューリッツァー賞とトニー賞を獲得した。